# Bryan Bronson
Bryan Bronson (Jasper (Texas), Estados Unidos, 9 de septiembre de 1972) es un atleta estadounidense, especializado en la prueba de 400 m vallas en la que llegó a ser medallista de bronce mundial en 1997.

## Carrera deportiva
En el Mundial de Atenas 1997 ganó la medalla de bronce en los 400 metros vallas, con un tiempo de 47.88 segundos, por detrás del francés Stéphane Diagana y el sudafricano Llewellyn Herbert (plata con 47.86 s que fue récord de Sudáfrica).